# Arame Gueye
Pour les articles homonymes, voir Gueye.
Arame Gueye, née le 9 octobre 1993, est une céiste sénégalaise.

## Carrière
Elle remporte la médaille d'argent en C1 sur 200 mètres et la médaille de bronze en C1 sur 500 mètres aux Championnats d'Afrique de 2016 en Afrique du Sud,.